# Prokljuvani (Čazma)
Pour les articles homonymes, voir Prokljuvani.
Prokljuvani est un village appartenant à la municipalité de Čazma et située dans le comitat de Bjelovar-Bilogora en Croatie. En 2021, le village compte 41 habitants.